# Deng-Deng
Deng-Deng (ou Dengdend) est un village du Cameroun situé dans la région de l'Est et le département du Lom-et-Djérem. Il fait partie de l'arrondissement (commune) de Bélabo.

## Population
En 1966-1967, Deng-Deng comptait 371 habitants, principalement des Kepere. Lors du recensement de 2005, on y a dénombré 640 personnes.

## Infrastructures
Deng-Deng dispose d'un poste agricole, d'un hôtel de ville. d'un marché périodique, d'un centre de santé  d'un lycée technique, un collègue et d'une école publique, un centre des jeunes. D'un complexe touristique ,une chefferie 3e degré.